# 關閘臨時旅遊巴停車場
關閘臨時旅遊巴停車場，又稱關閘發財巴停泊區、關閘西側上落客區、菜園新街旅遊巴停泊區、關閘廣場旅遊巴士上落客區，是位於澳門半島花地瑪堂區菜園新街的一個旅遊巴酒店及娛樂場客運專車及停泊和上落客區，位於關閘至台山一帶，於2002年至2004年用作“關閘總站”的臨時總站。自臨時公共巴士總站停用後，土地工務運輸局將其用作臨時旅遊巴停車場，部分酒店及娛樂場客運專車路線安排在此處進行上落客。

## 歷史
2002年12月31日，為配合關閘廣場重整及興建地下巴士總站工程，原關閘廣場地面巴士總站停用，搬遷至本處即位於台山口的關閘臨時巴士總站。
2004年11月23日，關閘地下巴士總站啟用，本處不再用作公共巴士總站用途。
2005年，土地工務運輸局於本處改為臨時旅遊巴停車場。
2008年12月16日，因應關閘廣場的酒店及娛樂場客運專車數量不斷增多，導致附近主幹道經常出現交通擠塞。為改善有關情況，交通事務局將本處入口改至牧場街，而牧場街將改為反方向行車。另外，關閘廣場西側的臨時行人天橋同步啟用。原來入口則改為出口；與此同時，牧場街的行車方向將改為反方向行車，屆時車輛可由菜園涌邊街往何賢紳士大馬路。

## 爭議及事故

### 社會人士要求規管關閘一帶發財巴數目
2008年4月，澳門街坊總會一眾代表包括台山坊會和馬黑祐坊會等代表，聯同公共交通政策小組組長汪雲和副組長張潤民，落區了解本處的運作情況。其中街總台山坊會理事長羅杏冰表示，由於酒店及娛樂場客運專車數目增長迅速，經巴坡沙進入鄰近關閘的上、落客區的數量不斷增加，行駛中和候客的車輛所造成的廢氣和噪音影響鄰近居民居住環境，特別是嬰幼兒和長者的起居生活。居民並且擔心時近炎熱夏季，該區居住和衛生環境將會進一步受到車輛廢氣和熱氣影響。街總經了解並綜合居民意見後，建議有關部門限制酒店及娛樂場客運專車進入該上、落客區的數量，每次同一時間只容許每家娛樂場公司停泊一至兩部車輛，當一家娛樂場公司的車輛離開後，該公司的另一部車輛才可以接續進入該上、落客區。同時，為了更好地改善空氣和噪音污染問題，街總又呼籲司機盡好停車息匙的責任，以減低對鄰近居民的滋擾。政府代表回應指，在“公共交通優化整治方案”草案中將重整近關閘的酒店及娛樂場客運專車上、落客區的出入口，將該類車輛由巴坡沙進入改為由牧場街進入；規範行車路線，引導其不經關閘廣場地下車道，而經何賢紳士大馬路分流；並且建設臨時行人天橋連接停車場與工人球場行人道，將人車分隔。而政府興建中及即將啟用的巴坡沙行人天橋，也是為方便居民安全過路而設。
2008年6月12日，政府公佈《公共交通優化整治方案2008》諮詢結果，當中大部份意見希望政府加快對酒店及娛樂場客運專車車輛規管，尢以關閘居民聲音最強烈，其原因是這些客運車已對關閘周邊環境及居民生活造成嚴重影響。冀政府重整關閘口岸酒店專車停放區及行駛路線，限制每間公司進入停車場的車輛數量，還要監管其發車頻率及數目等等。

### 嚴重交通事故
2014年1月27日，一名女子步出行人天橋即被剛駛至的一輛酒店巴士撞倒捲入車底，巴士更輾過女子身體並繼續前行數米始發覺出事停車，女傷者腹部和頭部受創，腸臟外露，傷勢嚴重，送院搶救後證實傷重不治。女死者為43歲澳門居民，於澳門博彩股份有限公司工作。事發在當晚7時許，一名女子在關閘廣場菜園新街的行人天橋步出橫過旅遊巴停泊區時，剛有一輛屬於路氹城大型綜合渡假村酒店的巴士正駛離停泊區，巴士在轉彎位疑未有察覺該女途人，車身撞倒她並隨即被捲入車底。
自奪命交通意外發生後，本處危機四伏，由於臨時行人天橋沒有設置無障礙設施，導致部分行動不便人士或旅客違規橫過馬路，有停泊該處旅遊巴司機指停泊區危險重重，整個停車場只一頭一尾有斑馬線，一些居民、旅客不遵守交通規則，橫衝直撞，司機飽食“驚風散”，每次駛經該處都要打醒十二分精神。2014年2月6日，有團體成員就上述泊車區及行人天橋存在的問題，批評政府不負責任。建議將停泊區遷至鴨涌河民署驗車中心，為居民、旅客以至駕駛者創設更安全的交通環境。

### 居民和社會人士促取消臨時旅遊巴車場
2015年12月6日，政府對“關閘東側上落客區”展開重整工程，擴大旅遊車上落客區容量，舒緩“關閘地下巴士總站”的旅遊巴上落客區壓力。
2016年1月中旬，有居民要求應取消本處已沿用十多年的臨時旅遊巴停車場，減少對該區居民影響及有助理順附近交通。而進出該停車場以“發財巴”為主，而進出時需要繞道北區台山一帶內街行駛，對社區交通構成一定壓力。取消該臨時停車場有助減少“發財巴”行走社區內街，一定程度上能降低區內道路危險因素。

## 提出建議用作臨時巴士站或重整

### 社會人士建議恢復使用公共巴士站
2017年8月23日，颱風天鴿帶來嚴重風暴潮，其中“關閘總站”受到嚴重破壞需要暫停使用，原先停靠或以該站為總站的24條巴士路線被分流至鄰近站點，導致當區或鄰近市民出行不便，而當時建設發展辦公室指重整工程最快2019年第二季完工，引起不少社會人士批評。
2017年9月20日，新當選的直選議員林玉鳳出席電台時事節目，期間多名聽眾致電節目關注關閘巴士總站改造工程，表示期間巴士上落點分散各處，對生活造成很大不便，同時質疑工程浪費公帑。林玉鳳建議當局在工程期間將附近的賭場穿梭巴士停泊區，共用作臨時巴士站，與博企協商適當削減「發財巴」數量，以騰出空間作巴士站。她又希望政府日後可以設立專家聽證會研究方案，在此類重大工程問題上諮詢公示、接受社會監督。
2017年9月下旬，新澳門學社提出臨時方案，建議將地下總站改作巴士暫泊處、司機休息處，平民大廈旁邊的位置則用來集中上落客。剛當選的直選議員蘇嘉豪指關閘馬路、看台街位置經常出現人車爭路情況，步行環境不理想，加上部分巴士路線被分流至祐漢或鴨涌河一帶，尤其對長者造成不便。雖然交通事務局於上午尖峰時段於關閘東側提供四條快線巴士到市中心或離島，但其餘時間都由旅遊巴或發財巴使用，仍造成不便。但運輸工務司司長羅立文指本處不適合再度用作公共巴士站，但學社指該方案讓車輛短暫上落客後直接離開。蘇嘉豪又指地下總站目前需要電力，以讓污水設施正常運作，他建議仿傚此方式支撐地下停車場的照明及通風，供司機在地下總站內稍作休息，同時有助解決站點分散的問題，又強調相關措施屬臨時措施。
2017年9月22日，立法議員歐錦新提出書面質詢，指能否對關閘西側或東側旅遊車場其中一個車場中用作臨時巴士總站，又建議於關閘一帶興建大型交通樞紐方便居民出行，紓援關閘地下巴士總站停運期間的交通壓力。
2017年10月4日，交通運輸業總工會召開記者會，提出重整關閘總站建議，該會總理事長趙步雲表示，建議將西側靠近台山的發財巴站改為臨時巴士站，分流現時關閘廣場內的巴士路線，緩解現時關閘廣場內旅遊巴和巴士爭路搶線的困局。同時建議善用關閘附近空置場地，如牧場街附近的政府官地和鴨涌河的驗車中心等，騰出空間改為旅遊巴候車區。趙步雲稱，政府應與博企協商，制定循環線路穿梭各大娛樂場，減少車站車輛停泊數量和出車數量，減輕整體交通壓力。
2017年11月3日，群力智庫中心發表《優化關閘巴士分流站及周邊規劃研究報告》。報告指目前關閘一帶十個臨時分流站分布及配套設施均不理想，沿途路線資訊混亂，建議將原為公共巴士總站的關閘廣場西側發財巴站點改建為臨時巴士總站，並對三間巴士公司資訊進行整合，統一發布，增加指示標誌等，改善候車環境。研究團隊建議將發財巴停泊處全面遷往“關閘東側上落客區”，並將“關閘總站”邊用邊修方式有效利用本處。
2017年12月13日，台山坊會理事長梁筠儀和工程師陳桂舜出席電台時事節目，與聽眾探討關閘地下巴士站重整及周邊交通安排。梁筠儀引述坊會研究，指關閘廣場西側賭場巴上落客區可容納五至六成的巴士路線，建議配合牧場街閒置地同時使用，很大程度解決現時關閘巴士站點分散的問題。有聽眾致電節目直指巴士站分散導致出行不便，而周邊電單車位大減，修復期長導致出現相關民生問題。
2018年3月2日，澳門立法會直選議員蘇嘉豪繼續倡議將關閘西側即本處改建為臨時巴士總站，改善關閘一帶人車爭路情況，又指出分散站點往來關閘的人潮眾多，而大規模拓寬周邊行人道，其中亞馬喇土腰一帶取消80個電單車咪錶泊位，看台街約33米電單車泊車區及對面數十個咪錶泊位亦被撤銷。導致當區車位問題雪上加霜，甚至有部分電單車被迫違泊並堵塞大廈出入口。在佔地4,851平方米的臨時旅遊巴停車場改建後，能重新集中周邊多個站點，減少對附近居民的影響，經濟財政司司長及部分博企負責人表明願意配合類似的臨時方案。但交通事務局拒絕社會人士提議，他本人並不同意，又指以由鄰近官地改建的“牧場街總站”與進行本處無異，批評當局自打嘴巴。他再次促請當局接受將關閘西側賭場巴停泊區改建臨時巴士總站的倡議，繼而考慮將部分賭場巴站點遷移至牧場街官地，以至鴨涌河公園對面已停止服務的汽車檢驗中心，及時舒緩關閘、台山一帶人車爭路的龐大壓力。
2018年3月15日，台山坊會理事長梁筠儀建議將未啟用的“牧場街總站”與之一屋(鐵皮屋)之隔的賭場巴臨時站合併利用，並納入到北區的交通設施配套規劃中，與當時正在停用重整的“關閘總站”和興建中的青茂口岸連成一體，構建一個大型交通樞紐集公共巴士、的士、旅遊巴、步行系統等，改善該區交通環境。

### 交通咨詢委員會
2017年9月中旬，交通諮詢委員會委員梁世權表示，對於有意見指可暫用關閘總站附近的兩個賭場穿梭巴士站，他指出24條路線被安排分流至本處或“關閘東側上落客區”，“發財巴”路線需重新設計，並且有「合車」的需要，即一部車可運載乘客到幾家賭場。

### 政府官員回應
2017年9月下旬，政府官員對社會意見作出回應，運輸工務司司長羅立文表示，修復關閘地下巴士總站曾考慮多個方案，包括考慮將現時關閘附近兩個發財巴站包括本處和關閘東側上落客區改建作巴士站，但隨著公共巴士客量上升，將2個地方安置全部原停靠“關閘總站”的24條路線是不可行。而交通事務局局長林衍新指，關閘廣場西側，巴士需要轉入菜園涌街，環境較為狹窄。
2017年9月18日，交通事務局局長林衍新的說法惹來不少批評，被指是「發財巴優先」而非「公交優先」。其後交通局長澄清並不不贊同有關說法，並認為現在的路邊臨時站點較為適合市民。他指出本處即位於工人球場旁的發財巴車站方面，巴士需要轉入菜園涌街，環境較為狹窄。
2017年9月21日，運輸工務司司長羅立文回應指，修復“關閘總站”曾考慮多個方案，包括考慮將現時關閘附近兩個「發財巴」站改建為巴士站，但公共巴士客運量不斷提升，要在兩個地方安置24條路線，實際上不可行。他指出，地下巴士總站於2004年建成，在停用前有24條路線停靠，由於地下空間有限，冷氣只會設在中間候車室，其餘候車區沒有冷氣，但相信修復後整體會較停用前稍好。

### 社會人士再度提出建議重整
2022年4月17日，澳門工會聯合總會一眾人員到台山和關閘一帶對本處重整建議聽取居民和商戶意見，其中北區社諮委委員梁思朗指位於關閘廣場菜園新街臨時旅遊巴停車場，受COVID-19疫情影響導致使用人數下降，有不少私家車於該處違泊，期望政府部門對本處進行優化和整治。